# Nyodes subfuscata
Nyodes subfuscata är en fjärilsart som beskrevs av Emilio Berio 1970. Nyodes subfuscata ingår i släktet Nyodes och familjen nattflyn. Inga underarter finns listade i Catalogue of Life.